# Void-Vacon
 Void-Vacon ist eine französische Gemeinde mit 1.606 Einwohnern (Stand 1. Januar 2022) im Département Meuse in der Region Grand Est (bis 2015 Lothringen). Sie gehört zum Arrondissement Commercy und zum Kanton Vaucouleurs. Die Gemeinde Void-Vacon entstand 1972 durch Zusammenlegung der Gemeinden Void und Vacon.

## Geographie
Der Canal de la Marne au Rhin durchquert das Gemeindegebiet, ebenso wie das Flüsschen Méholle, das hier auch Vidus genannt wird, und in die Maas mündet.
Nachbargemeinden von Void-Vacon sind Sorcy-Saint-Martin im Norden, Troussey im Nordosten, Pagny-sur-Meuse im Osten, Ourches-sur-Meuse und Vaucouleurs im Südosten, Sauvoy im Süden, Broussey-en-Blois im Südwesten, Ménil-la-Horgne und Naives-en-Blois im Westen sowie Laneuville-au-Rupt im Nordwesten.

## Bevölkerungsentwicklung
| Jahr      | 1962 | 1968 | 1975 | 1982 | 1990 | 1999 | 2008 | 2019 |
| Einwohner | 1118 | 1214 | 1200 | 1457 | 1622 | 1574 | 1670 | 1629 |

## Sehenswürdigkeiten
- Taubenturm (Tour aux Pigeons) und Torturm (Tour de la Poterne), 14. Jahrhundert, als Relikte der Burg von Void
- Kirche Notre-Dame-de-l’Assomption in Void (ab 10. Jahrhundert)
- Kirche Saint-Nicolas in Vacon (18. Jahrhundert)
- Markthallen (1740)

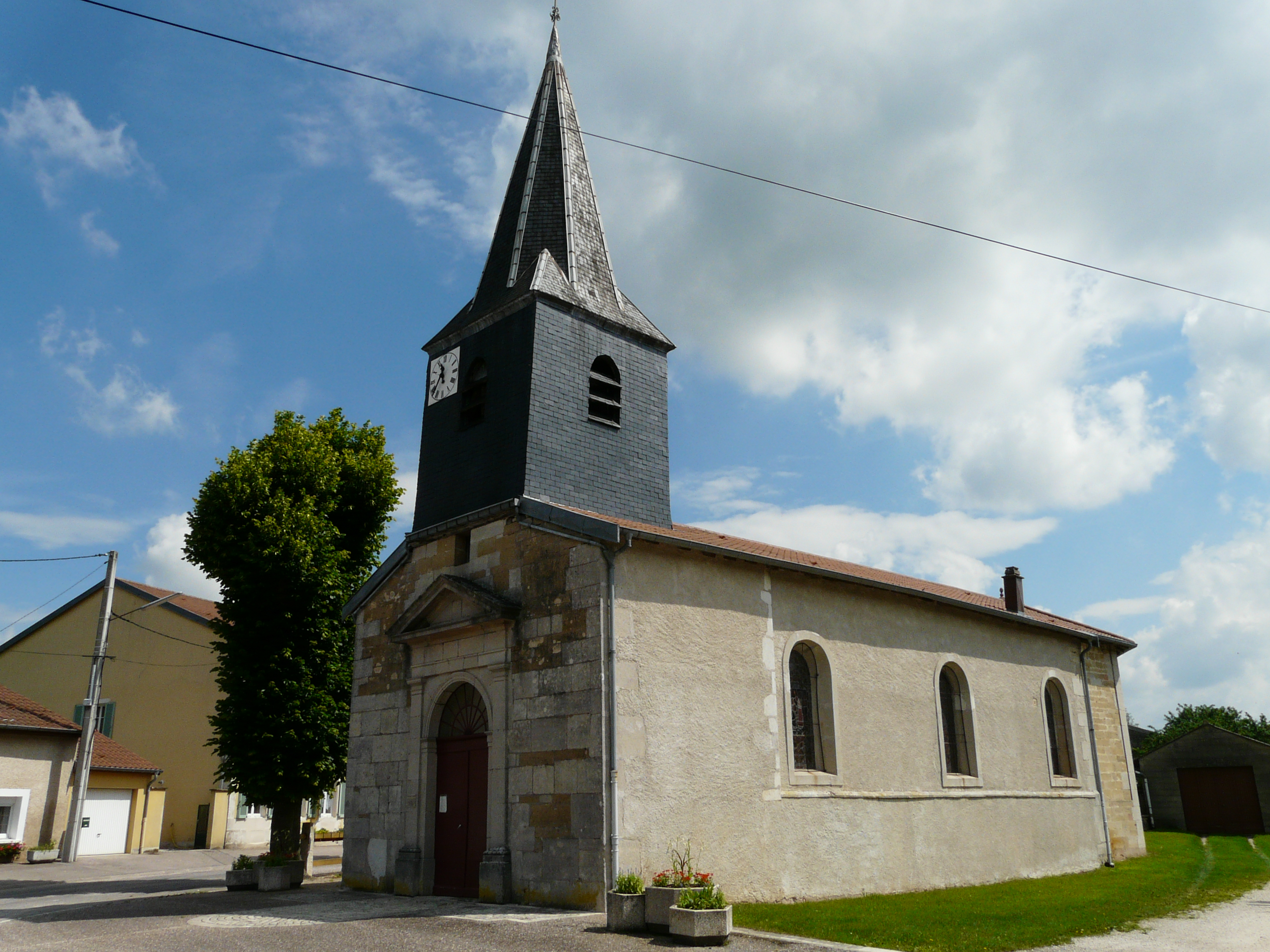
Kirche Saint-Nicolas
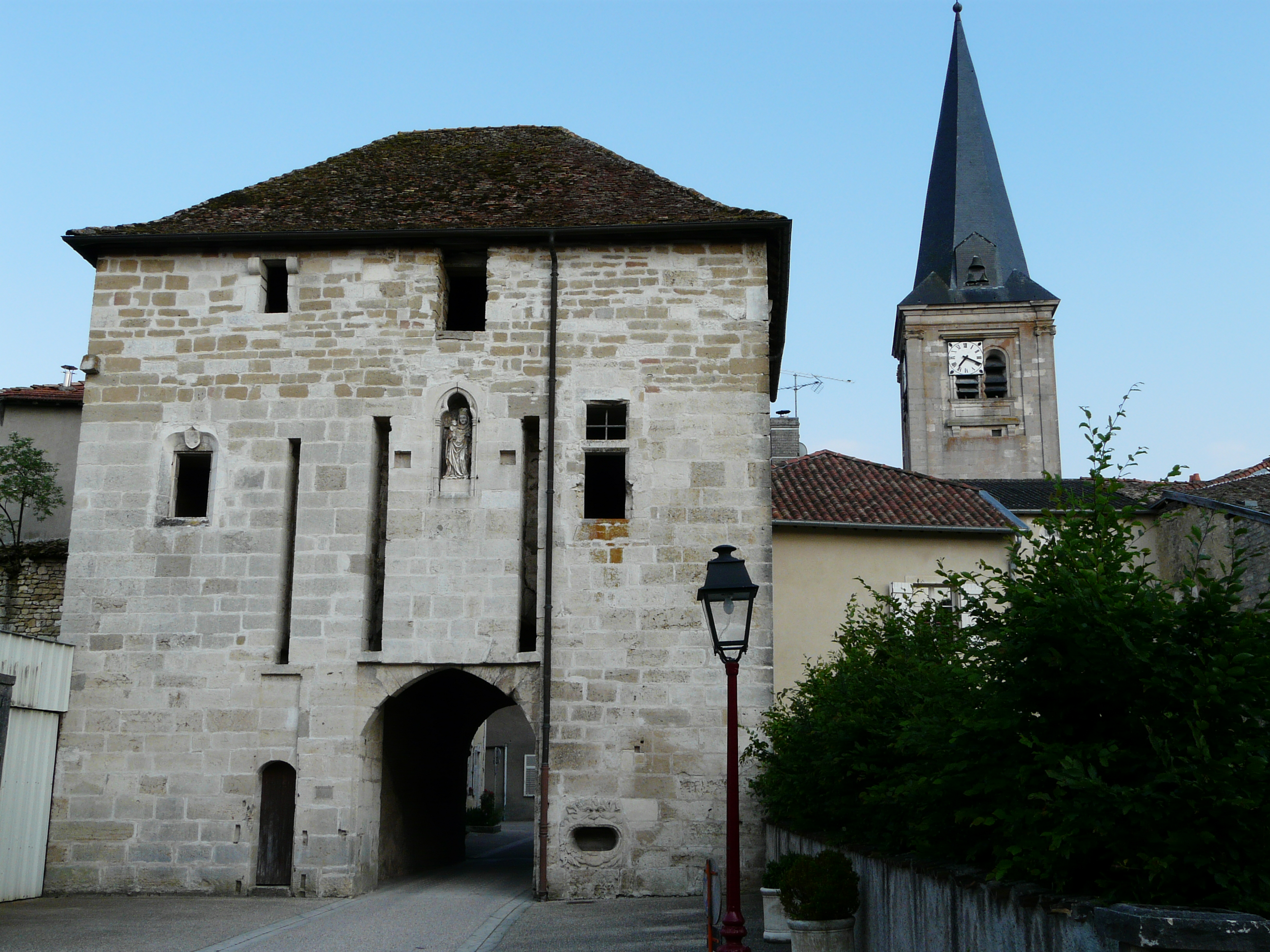
Tour de la Poterne und Kirchturm
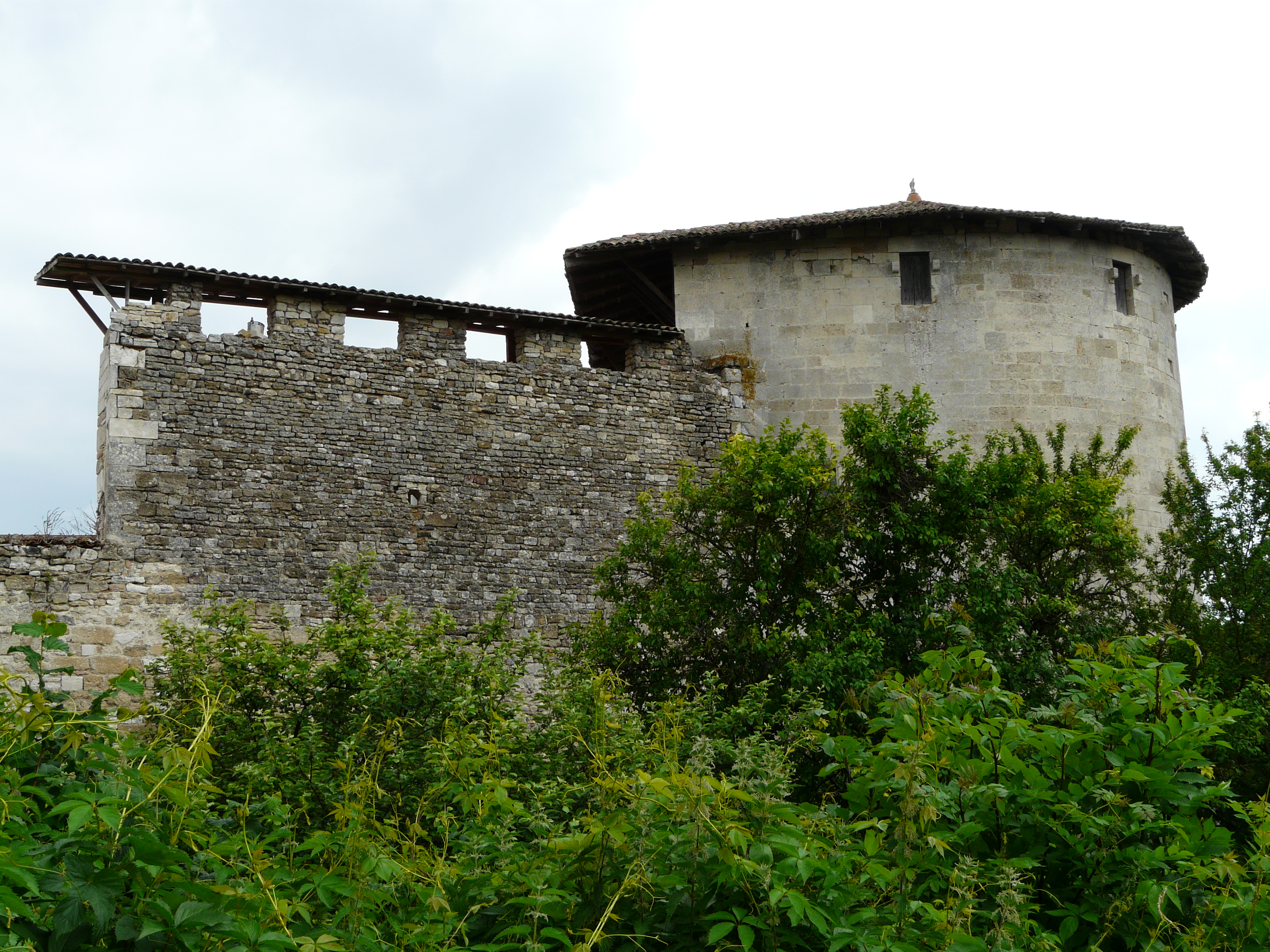
Tour aux Pigeons
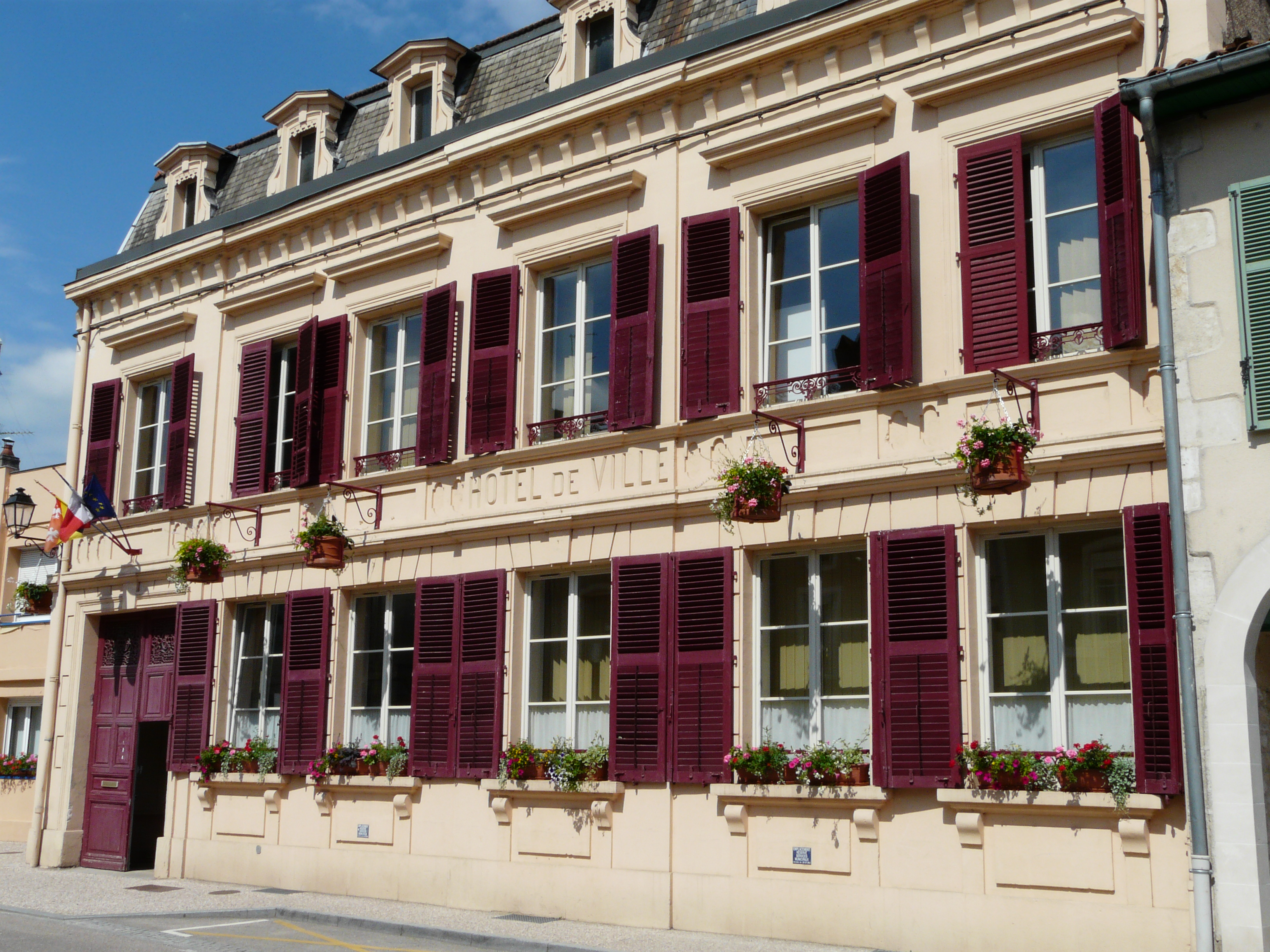
Mairie

## Persönlichkeiten
- Nicholas Cugnot (1725–1804), Ingenieur
- Auguste Lavillardière (1844–1908), Ordensgeistlicher und Generaloberer der Oblaten der Unbefleckten Jungfrau Maria
- Gaston Broquet (1880–1947), Bildhauer
- Michel Parisse (1936–2020), Historiker

## Partnergemeinde
- Ciplet, seit 1965, Ortsteil von Braives (Belgien) seit 1977